# Lasttrennschalter
Ein Lasttrennschalter, kurz Lasttrenner, ist ein Hochspannungsschalter, der die Eigenschaften eines Lastschalters und eines Trennschalters vereint. Durch Lasttrennschalter können zusätzliche Trennschalter in Schaltanlagen entfallen.
Lasttrennschalter können wie ein Lastschalter Teile des Stromnetzes unter Last ab- und wieder zuschalten und besitzen wie Trennschalter eine sichtbare bzw. sicher kontrollierbare Trennstrecke, um Wartungsarbeiten am abgeschalteten Netzabschnitt vornehmen zu können. Der Einsatz dieser Schalter ist in Mittelspannungsnetzen wirtschaftlich gesehen eine kostengünstige Lösung, wenn kein Kurzschlussschutz erforderlich ist.

## Grundlagen

Schaltzeichen eines Lasttrennschalters

In Schaltanlagen ist es erforderlich, dass der Schaltzustand optisch als Trennstrecke erkennbar ist, wenn Arbeiten am abgeschalteten Anlagenteil erforderlich sind. Diese Forderung wird mittels eines Trennschalters erfüllt. Allerdings können Trennschalter keine Lasten schalten, sodass zusätzlich zum Trennschalter noch ein Lastschalter oder ein Leistungsschalter in Serie geschaltet ist. Wenn kein Kurzschluss abgeschaltet werden muss, kann anstelle dieser beiden einzelnen Schalter auch ein Lastschalter mit Trennfunktion, also ein Lasttrennschalter verwendet werden. Im geöffneten (abgeschalteten) Zustand haben diese Schalter die erforderliche sichtbare Trennstrecke. Durch den Einsatz dieser Schalter kann ein separater Trennschalter eingespart werden. Besonders in Mittelspannungsschaltanlagen sind sie zum Schalten des Betriebsstromes einsetzbar. Sie können also sowohl zum Freischalten als auch zum Abschalten eines Netzabschnittes verwendet werden.
Das begrenzte Abschaltvermögen der Lasttrennschalter im Kurzschlussfall führt dazu, dass sie nicht zum Schutz vor Lichtbogenfehlern eingesetzt werden können bzw. dann nicht öffnen dürfen. Auch darf im Kurzschlussfall ihre Kurzzeit-Stromtragfähigkeit nicht überschritten werden. Daher muss der Kurzschlussschutz durch in Serie geschaltete Sicherungen gewährleistet sein. Hierfür werden spezielle Hochspannungs-Hochleistungssicherungen (HH-Sicherungen) verwendet. Da solche Sicherungen zwar für verschiedene Nennströme gefertigt werden, jedoch ein weniger hohes Schaltvermögen als Leistungsschalter haben, kann diese Kombination als Überlastschutz dienen und in weniger starken (sprich: weicheren) Netzen ist sie auch als Kurzschlussschutz ausreichend. Lasttrennschalter müssen daher in der Lage sein, auf einen Kurzschluss einzuschalten, sie sind jedoch nicht in der Lage, den Kurzschlussstrom abzuschalten.

## Aufbau

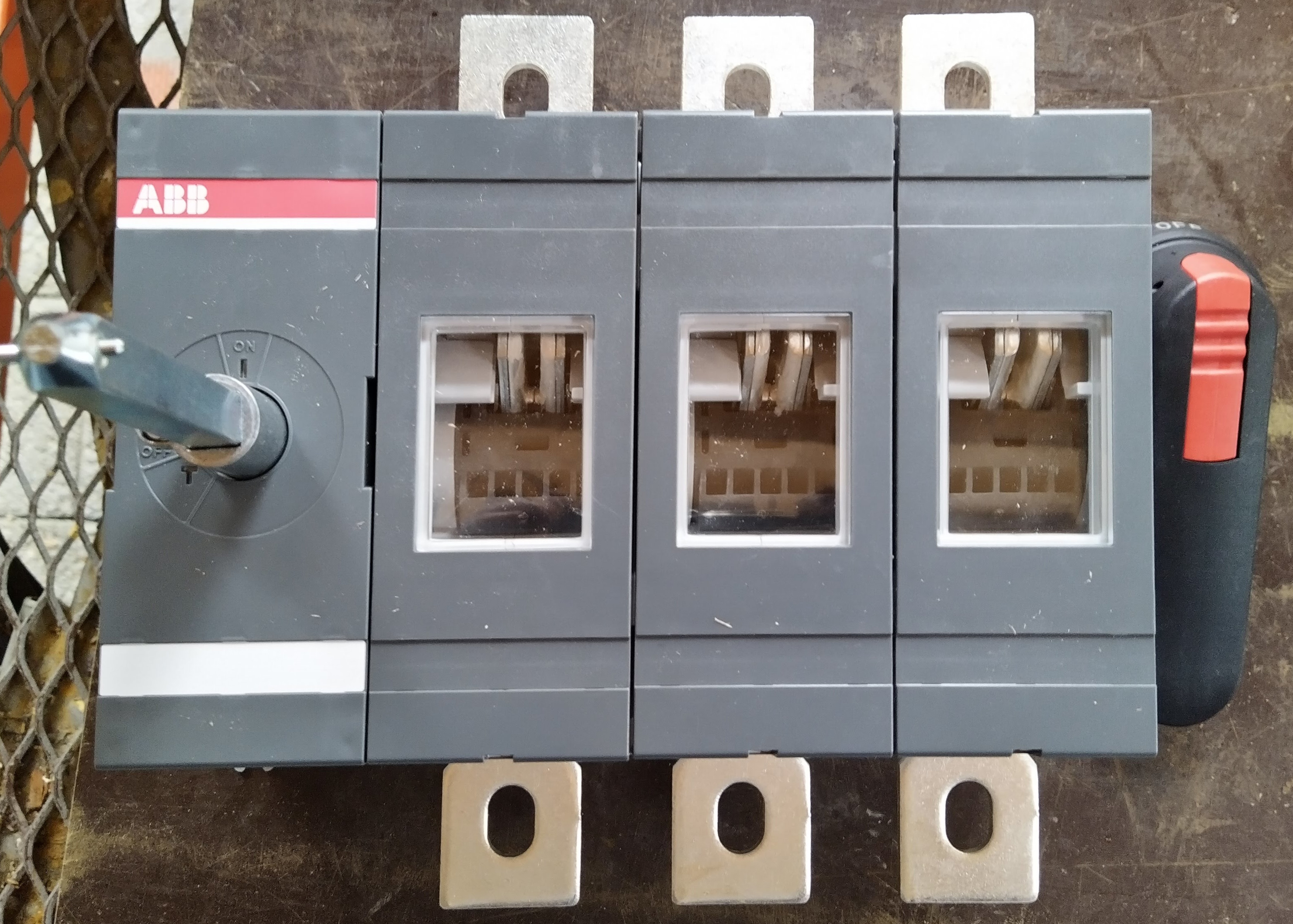
Lasttrennschalter für Niederspannung in offener Stellung mit sichtbarer Trennstrecke

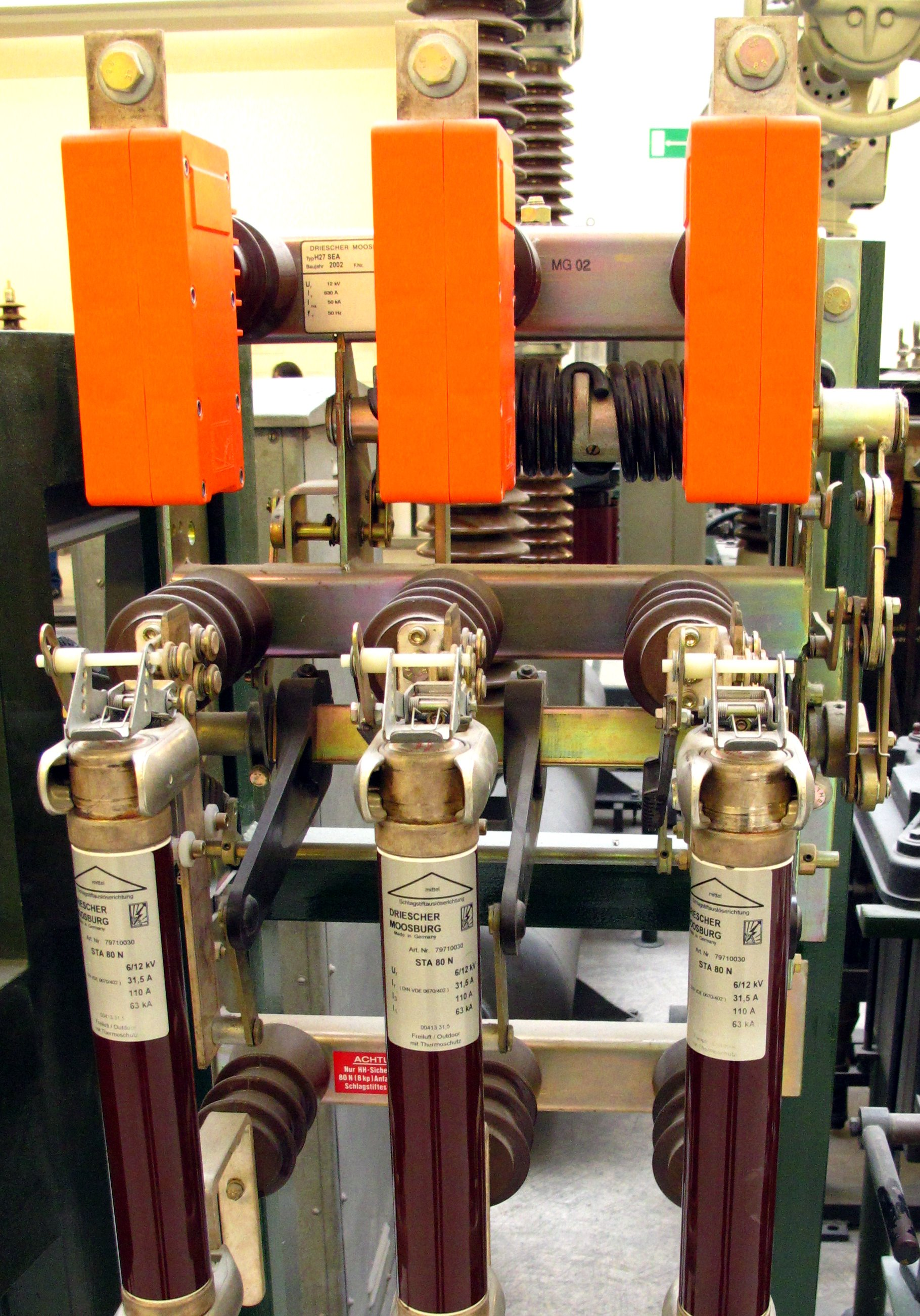
Dreipoliger Hartgas-Lasttrennschalter für 12 kV/400 A in Kombination mit HH-Schmelzsicherungen (unterhalb).

Der Lasttrennschalter ähnelt vom Aufbau einem Lastschalter. Die übliche Ausführung des Lasttrennschalters ist der Schublasttrennschalter. Der Schaltlichtbogen wird von einem Hilfskontakt (Nebenstrombahn) übernommen, um ihn von den Hauptkontakten fernzuhalten. Die Lichtbogenlöschung erfolgt nun mittels Hartgas, einem Kunststoff, der bei hohen Temperaturen des Lichtbogens teilweise verdampft und durch die freigesetzten organischen Gase die Lebensdauer der Ladungsträger im Lichtbogen herabsetzt. Zur Lichtbogenlöschung kann auch Beblasung eingesetzt werden.
Für höhere Schaltvermögen werden Lasttrennschalter auch als Vakuum-Lasttrennschalter gebaut. Bei diesen Schaltern wird der Lichtbogen durch das Vakuum gelöscht. Zusätzlich besitzt der Lasttrennschalter eine sichtbare Trennstrecke. Die Sichtbarkeit der Trennstrecke ist hier nicht gegeben, kann aber dadurch ersetzt werden, dass der Schalter eine Anzeigeeinrichtung besitzt, die unmittelbar mit den Schaltkontakten mechanisch kraftschlüssig verbunden ist und somit zweifelsfrei den Schaltzustand erkennen lässt.
Die Trennstrecke besitzt ein Isoliervermögen, welches den Anforderungen einer sicheren Trennung genügt. Bedingt dadurch kann der Schaltfehlerschutz entfallen.
Die Schalter werden mittels Federspeicherantrieb geschaltet, um die erforderlichen Geschwindigkeiten des Trennens und Verbindens zu erreichen. Über eine mechanische Auslöseeinrichtung wird der Schaltvorgang initiiert. Eine Fernabschaltung ist mittels Arbeitsstromauslöser (Zugmagnet) möglich.
Manche Lasttrennschalter stellen nach der Unterbrechung des Strompfades auch dessen Erdung sicher. Der hierzu als Zusatzmodul angebaute Erdtrennschalter ist nach Lastabschaltung seinerseits optisch erkennbar geschlossen und schützt am abgeschalteten Anlagenteil tätiges Personal gegen Fremdspannungen oder versehentliches Wiedereinschalten. Hierzu muss der Erdschalter den Kurzschlussstrom führen können.
Mit Schmelzsicherungen kombinierte Lasttrennschalter werden auch Sicherungs-Lasttrennschalter genannt und sind bei Dreiphasenwechselstrom dreipolig ausgeführt. Die drei Sicherungen sind oftmals auf dem gleichen Rahmen wie der Schalter montiert. In den Sicherungen ist ein Schlagbolzen angebracht, welcher durch eine kleine Treibladung bei Auslösung nach außen gedrückt wird. Sobald auch nur eine der drei Sicherungen anspricht und der Schlagbolzen hinausgedrückt wird, wird durch ein Gestänge die Freiauslösung des Federspeicherantriebs betätigt und die Anlage wird allpolig abgeschaltet.

## Einsatz
Lasttrennschalter werden überwiegend als Haupt- und Übergabeschalter in kleinen Mittelspannungsverteilungsanlagen eingesetzt. Des Weiteren werden sie zum Öffnen und Schließen von Ringleitungen verwendet. Lasttrennschalter werden auch eingesetzt, um unbelastete und belastete Transformatoren, Kabel und Freileitungen und Blindstrom-Kompensations-Kondensatoren zu schalten. Lasttrennschalter werden außerdem anstelle von Trennschaltern zur Erhöhung der Sicherheit in Schaltanlagen verwendet. In Kombination mit angebauten Hochleistungssicherungen können sie in Netzen mit höherer Kurzschlussleistung eingesetzt werden. In Niederspannungsnetzen werden Lasttrennschalter zur Unterbrechung von Hauptstromkreisen im Bereich der Hauptverteilung eingesetzt.

### Sicherungslasttrennschalter

Schaltzeichen eines Sicherungslasttrennschalters

Sicherungslasttrennschalter sind auch als Hutschienenmodule erhältlich, die dieselben Abmessungen wie Leitungsschutzschalter haben und statt eines solchen zur Absicherung von Stromkreisen in Verteilern eingesetzt werden können. Diese nehmen etwa D01-Schmelzeinsätze (Neozed) auf und bieten optional auch allpolige Abschaltung.

## Fußnote
1. ↑  
Wie in nebenstehender Abbildung dargestellt.